# Донецьке відділення Наукового Товариства імені Шевченка

Донецьке відділення Наукового Товариства імені Шевченка — громадська організація, структурний підрозділ Наукового Товариства ім. Шевченка. В кінці XX ст. — на початку XXI ст. виконувало до Російської збройної агресії проти України (2014—2015) роль Південно-Східного Центру НТШ.
У 2011 році засновані, а у 2023 році реалізовані відзнаки Донецького відділення НТШ: Пам'ятні медалі «Євграф Ковалевський» та «Микита Шаповал» з нагоди 150-річчя НТШ.

## Склад ДонНТШ
Налічує понад 70 членів НТШ, у тому числі 6 дійсних членів НТШ:
- Білецький Володимир Стефанович (1998),
- Опейда Йосип Олексійович (2010),
- Загнітко Анатолій Панасович (2011),
- Соболь Валентина Олександрівна (2015),
- Просалова Віра Андріївна (2015),
- Гайко Геннадій Іванович (2022)

Колишні дійсні члени НТШ:
- Пірко Василь Олексійович (2009), (народ. 1935 — пом. 2012).
- Пасько Ігор Трохимович (2008), (народ. 1940 — пом. 2021)
- Козловський Ігор Анатолійович (2019) (народ. 1954 — пом. 2023)

## З історії Донецького відділенняНТШ

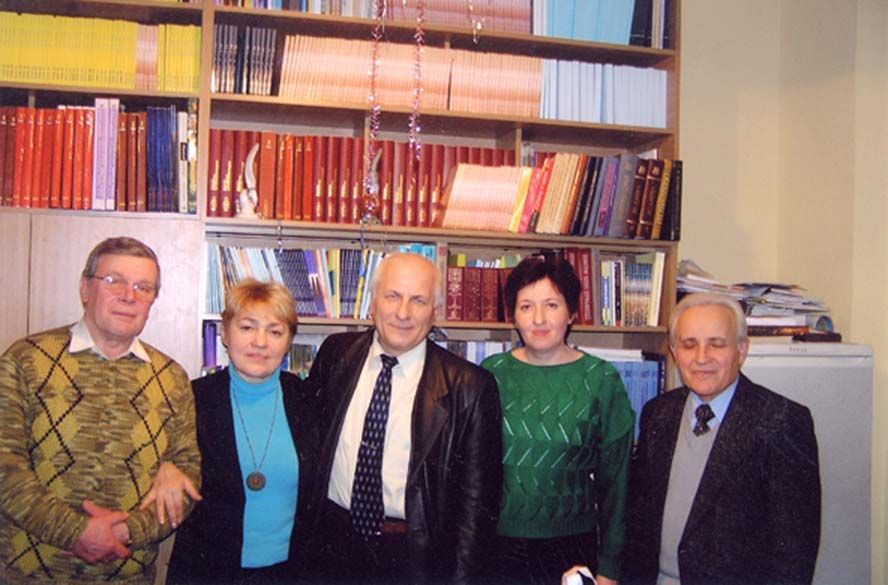
Рада Донецького відділення НТШ: Ігор Пасько (вчений секретар, дійсний член НТШ), Валентина Соболь (дійсний член НТШ), Володимир Білецький (голова, дійсний член НТШ), Віра Просалова (дійсний член НТШ), Василь Пірко (дійсний член НТШ)

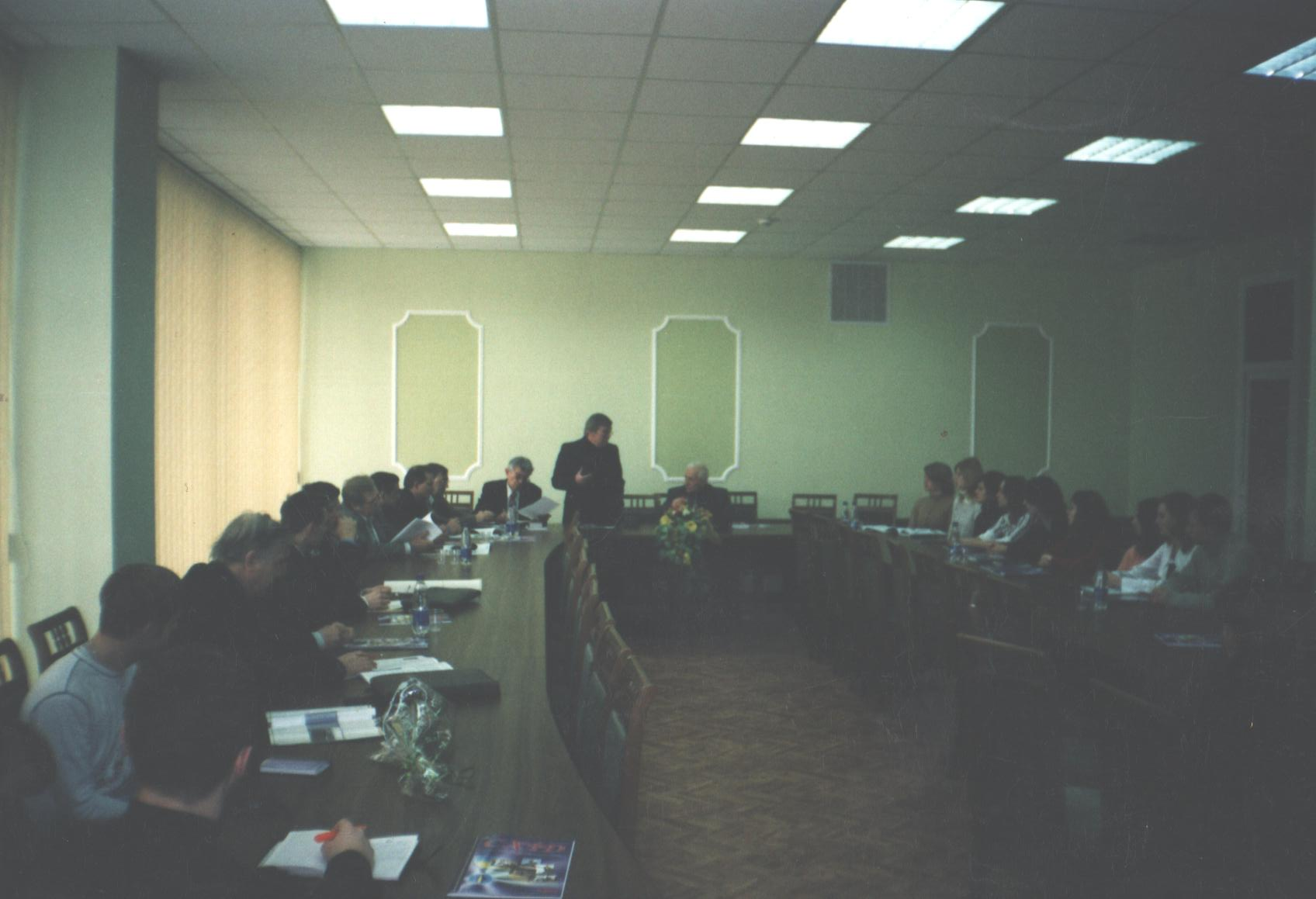
Конференція УКЦентру-Донецького відділення НТШ. 2000-і роки. Виступає професор Ігор Пасько. м. Донецьк. Експодонбас

Історія НТШ-Донецьк починає свій відлік з 24.05.1997., коли відбулися установчі збори донецького осередку НТШ, на яких були присутні науковці донецьких вузів та відділення НАН України. Головою Донецького НТШ було обрано д.т. н., головного наукового співробітника Донецького державного технічного університету Володимира Білецького, вченим секретарем — к.ф.н., професора, керівника Донецького відділення Центру гуманітарної освіти НАН України Ігоря Паська.
За період 1997—2007 рр. Донецьке НТШ виросло до 70 чол., увібравши в себе відомих вчених, провідних фахівців регіону з історії, філософії, мовознавства, літературознавства, хімії, медичних наук, гірництва.
Специфікою утворення і роботи Донецького НТШ є те, що воно виникло і функціонує при тісній співпраці з базовою ресурсною дослід-ницько-видавничою громадською організацією «Український культурологічний центр» (УКЦентр, заснований 1994 р.).
Зі своїх початків НТШ-Донецьк підтримало аналітично-інформаційний журнал «Схід», який тривалий час випускається УКЦентром у співпраці з Центром гуманітарної освіти НАН України та Інститутом еконо-міки промисловості НАН України, Інститутом філософії НАН України. За період 1997 р. — ІІІ квартал 2007 р. випущено 74 числа журналу (№ 8-82), в тому числі ілюстрований спецвипуск «Наука та освіта Донбасу» накладом 3000 прим., спецвипуск «Донбас і українська діаспора» накладом 800 прим., «Спеціальний культурологічний випуск» накладом 4700 прим., спеціальний випуск «10 років журналу „Схід“. Журнал став лауреатом ІІІ, IV, VI та Х ре-гіо-нальних форумів „Книжкова справа Донбасу“ у 1998, 1999, 2001 та 2005 рр., його нагороджено грамотою Міжнародного форуму „Золотий Скіф-2000“, грамотами Державного комітету телебачення і радіомовлення України (2001, 2005 рр.), Всеукраїнської експертної мережі www.experts.net.ua (2007 р.), партнером якої він є з 2006 р.
Суттєвими є результати дослідницько-видавничої роботи Донецького відділення. За період 1997—2007 рр. підготовлено і видано понад 60 монографій, навчальних посібників, біобіблі-ографічних видань. Серед цих видань особливе значення мають:
- А. В галузі гуманітарних наук: 1. Монографія І. Т. Паська та Я. І. Паська „Громадянське суспільство та національна ідея“, Донецьк: НТШ, НАН України, — 1999. — 184 с.; 2. Посібник „Українська та зарубіжна культура“ групи авторів. — Донецьк: СВД, — 2001. — 368 с. 3. Цикл робіт В.Пірка стосовно заселення і освоєння степової України, зокрема Донеччини в XVI—XVIII ст.» (1998—2005 рр.). 4. Посібники з української літератури для шкіл Кубані «Козак Мамай» (В.Оліфіренко та В.Чумаченко) і Східної Слобожанщини «Слобожанська хвиля» (В.Оліфіренко і Св. Оліфіренко). 5. Цикл робіт В.Просалової: Поезія «Празької школи». Навчальний посібник (2000), Празька школа: хрестоматія прозових творів (2004), Текст у світі текстів Празької літературної школи. Монографія. (2005), 6. Володимир Біляїв. «На неокраянім крилі…» (Штрихи до літературних портретів західної діаспори), Донецьк: Східний видавничий дім. — Донецьке відділення НТШ. 2003, 348 с. 7. Валентина Соболь. Не будьмо тінями зникомими. (Навчальний посібник для студентів філологічних спеціальностей). — Донецьк: Східний видавничий дім. — Донецьке відділення НТШ. — 2006. — 256 с. 8. Віра Боднарук, Володимир Білецький. Українські вечори в Українському Інституті Модерного Мистецтва Чикаго, 1973—2006. — Донецьк: Український культурологічний центр, НТШ-Донецьк, ТУМ-Чикаго — 2006. — 140 стор. Фоліо.
- Б. В галузі природничих наук: 1. «Гірничий енциклопедичний словник», тт. І, ІІ, ІІІ — Донецьк: Східний видавничий дім. — 2001—2004. — 514, 632, 752 с. Вказаний «Словник…» є основою української національної терміносистеми в гірничій галузі. 2. Цикл посібників (5 книг) з переробки мінеральної сировини (В. О. Смирнов, В. С. Білецький, В. М. Самилін, Ю. Л. Папушин, 2002—2006 рр.). 3. Володимир Білецький, Геннадій Гайко. Хронологія гірництва в країнах світу. — Донецьк: Донецьке відділення НТШ, «Редакція гірничої енциклопедії», УКЦентр, 2006. — 224 с.

Крім того, вагомий доробок вчених-членів НТШ-Донецьк, які друкують свої роботи переважно в академічних (НАН України) та університетських виданнях (А. П. Загнітко, Й. О. Опейда та ін.).
Протягом 1997—2000 рр. в ряді вузів Донецька діяла виставка видань НТШ, передана як постійно діюча експозиція до Донецької обласної універсальної бібліотеки.
У 2001 році засновано серійне видання «Донецький вісник Наукового Товариства ім. Шевченка». За 2001—2006 рр. видано 15 томів Вісника. Донецький вісник НТШ і журнал «Схід» розташовано в Інтернет за адресою: http://www.vesna.org.ua [Архівовано 10 червня 2022 у Wayback Machine.]
У 2001—2007 рр. виконана велика робота з представлення НТШ-Донецьк в Інтернеті. У 2001 році створено сайт НТШ-Донецьк за адресою: http://www.iatp.donetsk.ua/~ntsh [Архівовано 13 грудня 2007 у Wayback Machine.]. У 2002—2005 рр. на цьому сайті розміщено матеріали інтернет-конференції з проблем сучасного українського підручника та посібника. У 2002 році НТШ-Донецьк зареєстровано як регіональний «Аналітичний центр» на всеукраїнському сайті «Аналітичні центри України» http://www.intellect.org.ua [Архівовано 20 липня 2007 у Wayback Machine.]. Це дає право постійного прямого виходу в мережу Інтернет для публікації на зазначеному сайті інформацій та статей членів НТШ-Донецьк. У 2006 р. Донецьке відділення НТШ стало партнером Всеукраїнської експертної мережі https://web.archive.org/web/20140516220604/http://experts.net.ua/
У 2005 р. Донецьке відділення НТШ, яке з 1997 р. було структурною одиницею НТШ в Україні, зареєстроване як юридична особа.
НТШ-Донецьк ставить перед собою завдання поступової розбудови організації в напрямку створення і зміцнення постійно діючих секцій, власної поліграфічної бази. НТШ-Донецьк діє у співпраці з науковцями вузів, НДІ, зокрема Донецького відділення НАН України. Залучає до своєї діяльності відомих вчених Кубані та Східної Слобожанщини.
Донецьке відділення НТШ стало базовим при створенні осередків НТШ у Слов'янську (Донецька область), Луганську, Краснодарі, Воронежі.
Головна мета організації — розвиток і координація на міжгалузевій основі наукових досліджень, які будуть сприяти збагаченню духовної та матеріальної культури українського народу, розбудові Української держави.
З 2014 р. члени Донецького відділення НТШ розпорошені по Україні та закордону (США, Польща).

## Донецьке відділення НТШ У 1997—2014 рр

### Березнева наукова сесія НТШ-Донецьк

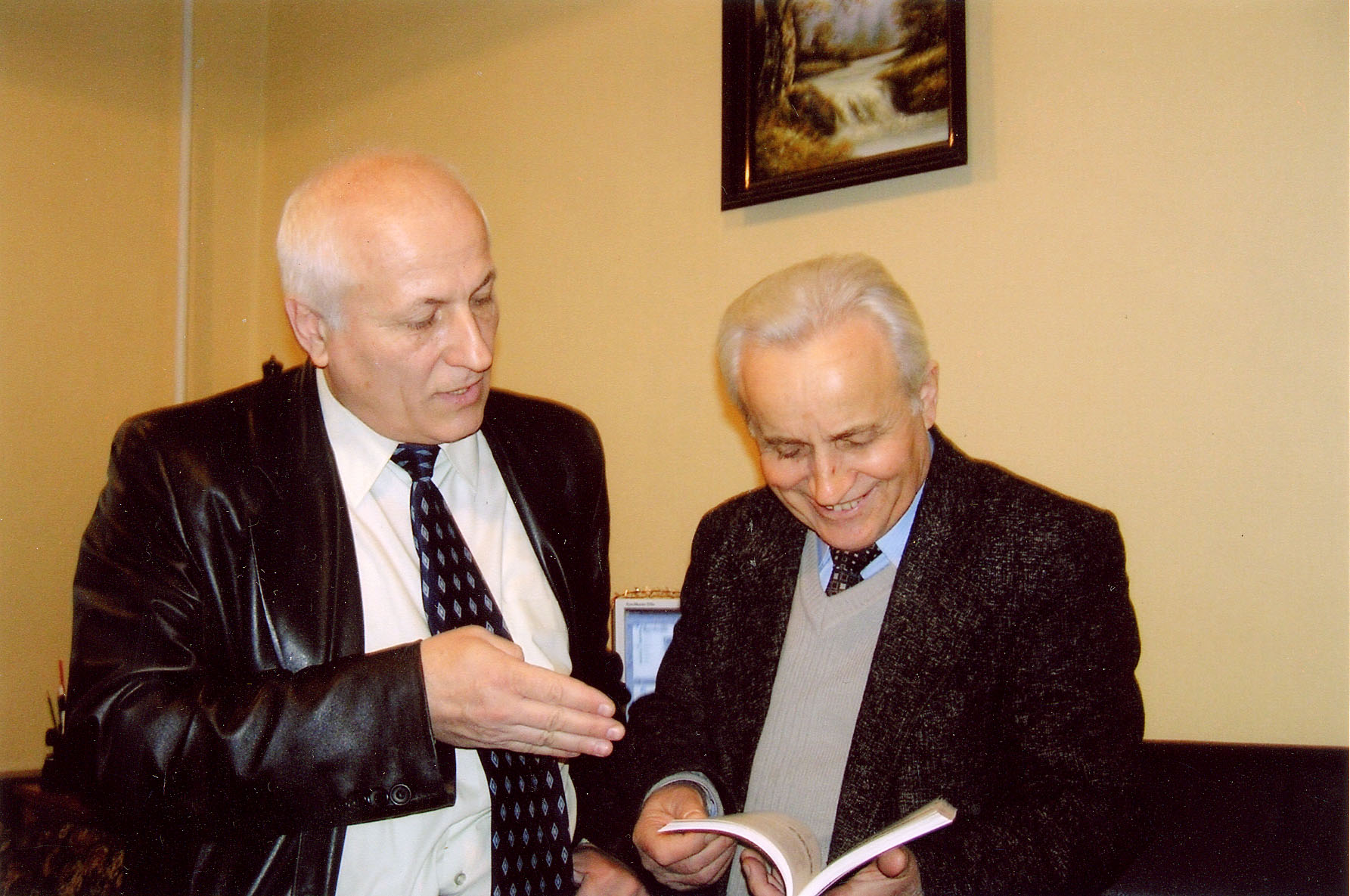
Дійсні члени НТШ: В. С. Білецький та В. О. Пірко.

Наукові сесії НТШ розпочинають свою історію, як і саме Донецьке відділення НТШ, з 1997 р. Але на початках, у 1997—1999 рр. засідання мали науково-організаційний характер. Після декількох доповідей громада проводила збори НТШ-Донецьк, розглядалися і вирішувалися організаційні питання побудови Товариства, друку праць тощо. З 2000 р. Березневі наукові сесії НТШ в Донецьку набувають масштабнішого характеру, а з 2001 р. практично всі доповіді друкуються у «Донецькому віснику НТШ». Ряд учасників Березневої наукової сесії НТШ, особливо з інших міст, беруть участь у сесії своїми матеріалами. Головуючі по секціях роблять огляд доповідей, заявлених у секції, присутні виступають зі своїми матеріалами, як правило, точаться дискусії.
Місце засідань — Донецька обласна універсальна наукова бібліотека. За період 1997—2011 рр. проведено 15 Березневих наукових сесій Донецького НТШ. Секції засідань: історія, філософія, медицина, хімія, біологія і фізіологія, техніка, гірничі науки, економіка.

### Науково-практична конференція«Проблеми сучасного підручника середньої і вищої школи»
Ідея конференції належить канд. пед. наук, доценту, члену НТШ, члену Національної Спілки письменників України Вадиму Оліфіренку (м. Донецьк).
Мета конференції і однойменного збірника (див. нижче) — відкрита дискусія і вироблення новітніх підходів до створення підручників і посібників для шкіл і вузів, які б відповідали новим умовам в Україні як незалежній державі і завданням освіти та виховання нової генерації українців, вільних від стереотипів та міфів минулого. 19 листопада 2001 р. під егідою Донецької філії Центру гуманітарної освіти НАН України, Донецького відділення НТШ та Лабораторії підручників «Українського культурологічного центру» була організована перша регіональна конференція «Проблеми сучасного підручника середньої і вищої школи». Виходячи з актуальності проблеми вона перетворилася на постійну (кожних два -ро-ки) і проводиться у Донецьку за ініціативи і організаційної опіки вказаних організацій. Координатор конференції — Вадим Оліфіренко.
Метод проведення конференції оригінальний — це одночасно інтернет-конференція (матеріали виступів оперативно розміщуються на сайті НТШ-Донецьк http://www.iatp.donetsk%5Bнедоступне+посилання+з+липня+2019%5D. ua/~ntsh), а по завершенні презентації доповідей на сайті та інтернет-дискусії скликається «круглий стіл» або проводиться традиційна «очна» конференція у звичайному режимі для обміну думками, публікаціями тощо.
Друга, третя і четверта однойменні конференції, які вийшли за рамки регіональності і за складом учасників стали міжнародними, відбулися у 2003, 2005 і 2007 рр.

### Дослідно-видавнича діяльність Донецького відділення НТШ

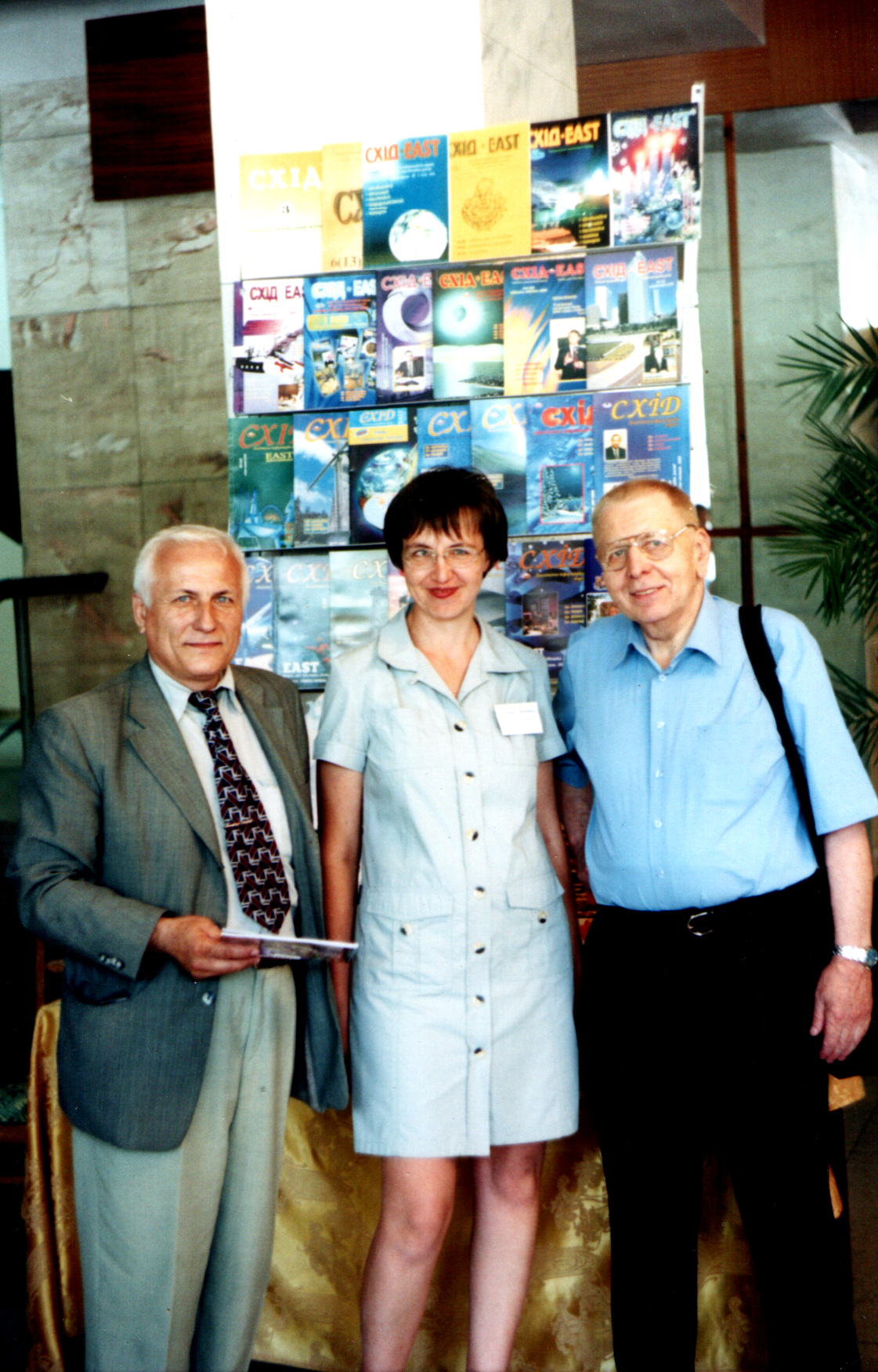
На конгресі МАУ-2005.Зліва направо: голова Донецького відділення НТШ проф. В. С. Білецький, випусковий редактор журналу «Схід» Г. В. Сімченко, Голова НТШ в Україні проф. О. М. Романів

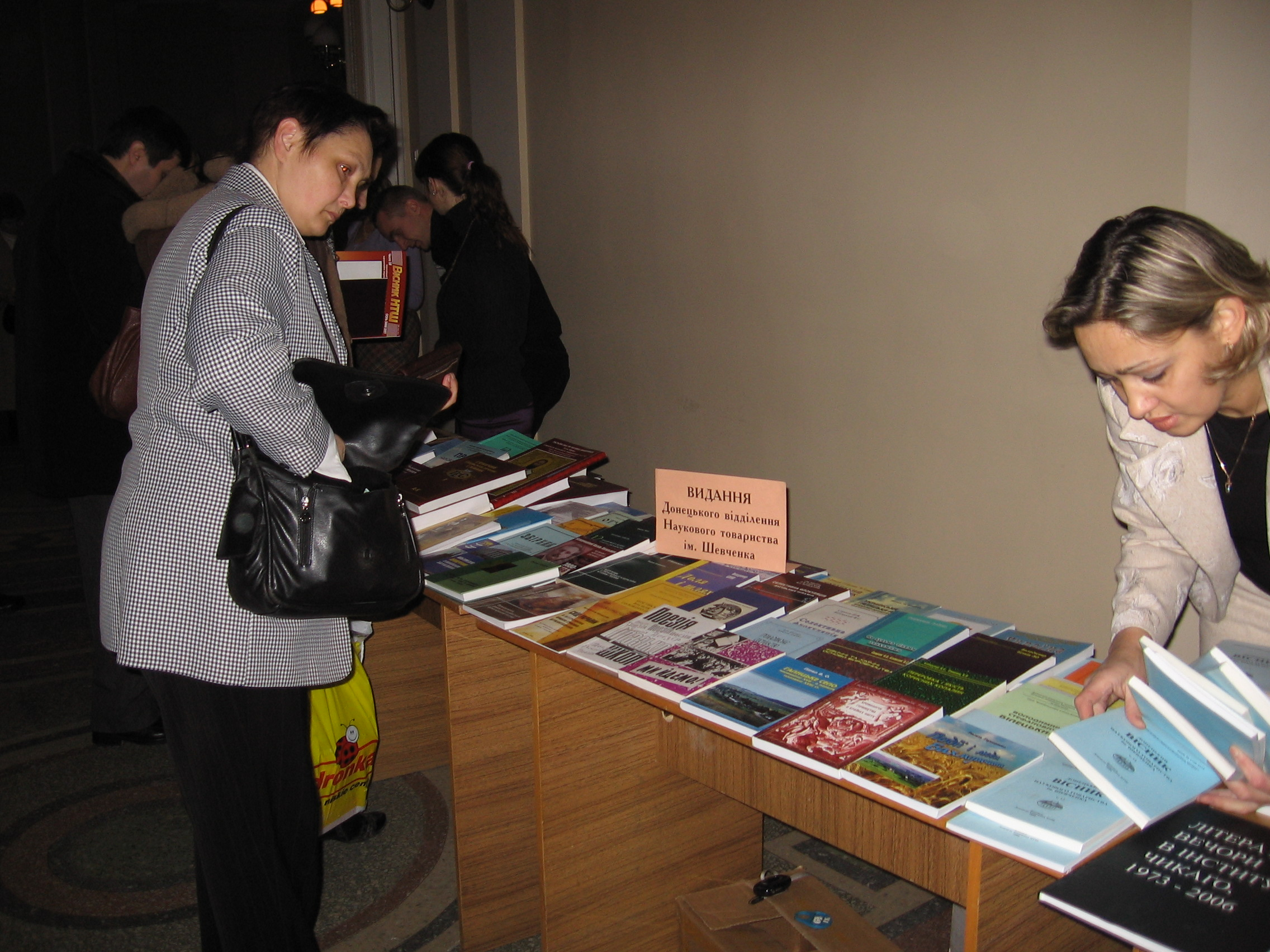
Виставка видань Донецького НТШ. Львів. Річні збори НТШ України. 2015 р.

За період 1997—2011 рр. членами НТШ-Донецьк виконана вагома науково-дослідна робота в ряді галузей — історії, філософії, філології, психології, літературному краєзнавстві, народознавстві, мистецтвознавстві, точних науках і т. д. Це дало змогу підготувати і випустити друком включно з періодичними і серійними виданнями понад 250 книг, журналів та брошур. Більша частина з них підготовлена і випущена разом з «Українським культурологічним центром» (м. Донецьк), ТОВ «Східний видавничий дім», Донецьким національним університетом, Донецьким національним технічним університетом, Донецьким відділенням Центру гуманітарної освіти НАН України, Донецьким відділенням Товариства «Україна-Світ», Донецьким обласним ТУМ ім. Т. Г. Шевченка та іншими науковими установами і громадськими організаціями.
Дослідно-видавничий доробок Донецького відділення НТШ включає: енциклопедії та словники, монографії та науково-практичні видання, підручники та посібники, періодичні та серійні видання.

### «Донецький вісник Наукового товариства імені Шевченка»

Донецький вісник Наукового товариства імені Шевченка

Проект розпочато у 2001 році з ініціативи голови НТШ-Донецьк проф. В. С. Білецького. Метою видання є створення нових можливостей для науковців Південно-Східної України у публікації їх праць. Донецький вісник НТШ акцентує увагу на актуальних наукових дослідженнях в різних галузях знань. Редакційна колегія співпрацює з відомими вченими, але разом з тим надає талановитій молоді можливість для апробації своїх робіт. Як правило, основу матеріалів для друку у Віснику складають доповіді і повідомлення на Березневій науковій сесії НТШ.
За період 2001—2024 рр. випущено друком 54 томи «Донецького вісника НТШ».

### Аналітично-інформаційний журнал«Схід[2]»
Див. Схід

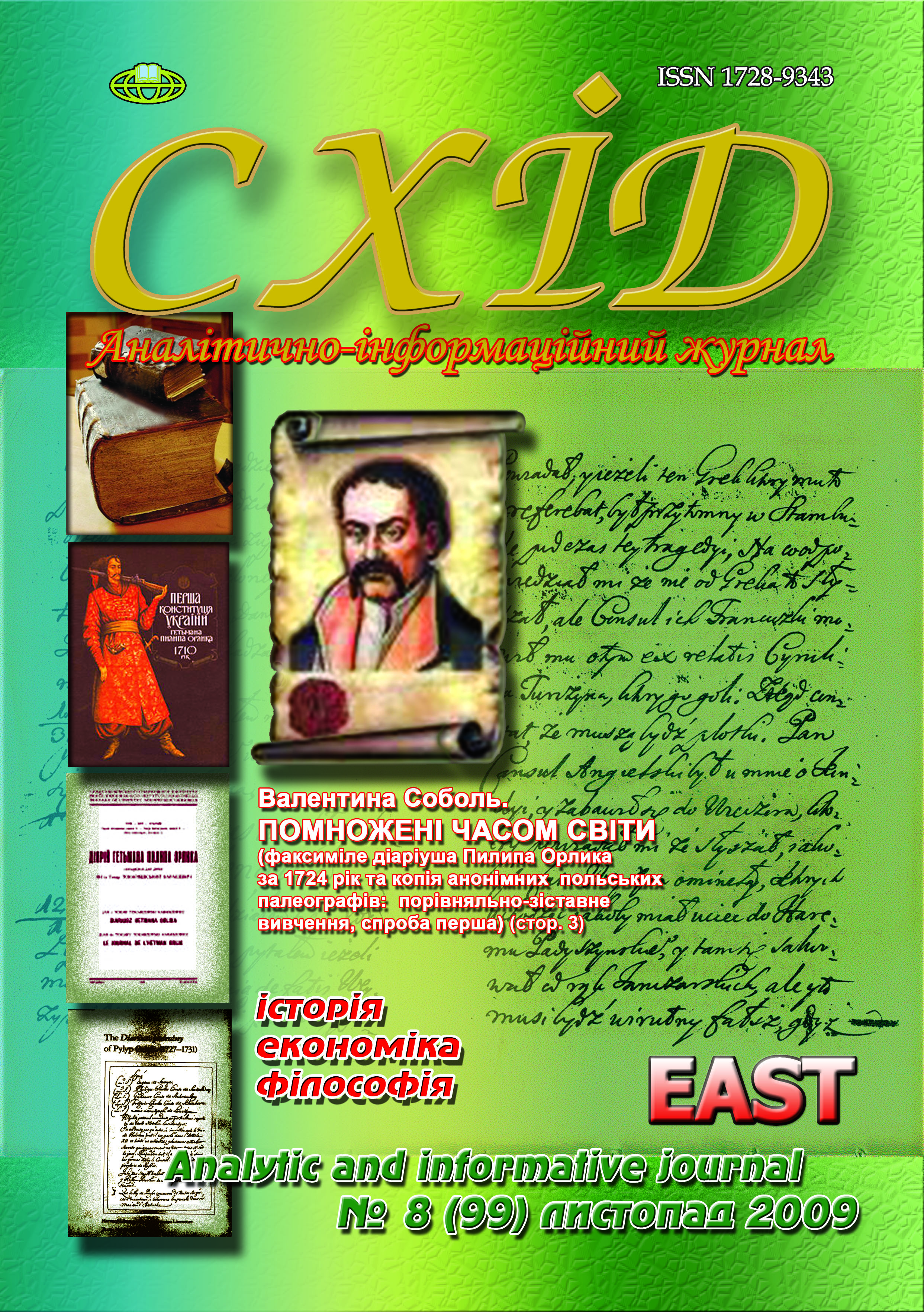

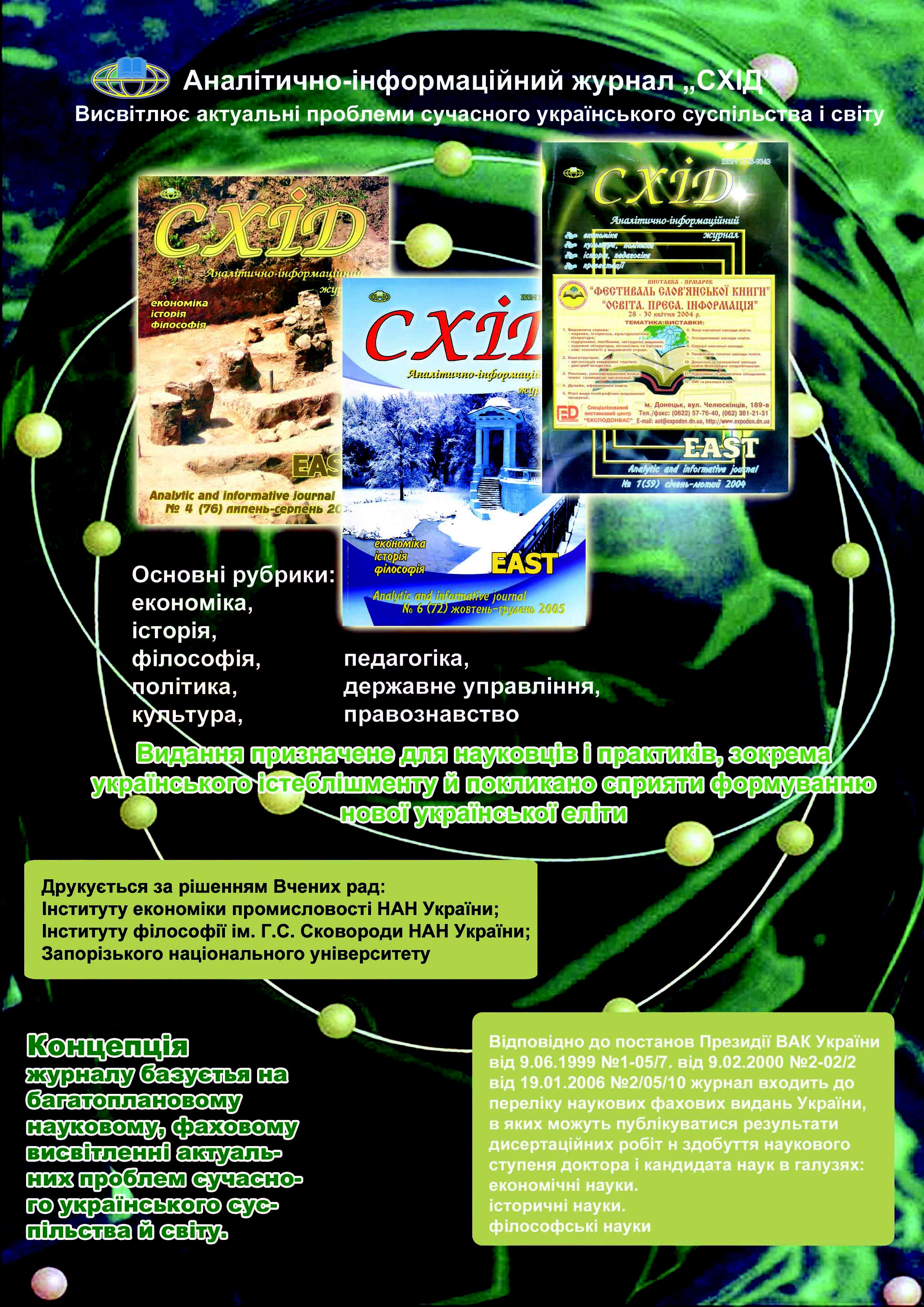

Аналітично-інформаційний журнал «Схід» виник в час і в умовах відродження української державності в 1990-х роках. Він заснований Українським культурологічним центром (м. Донецьк) у 1995 р.
Саме в цей період і значною мірою до сьогодні країні гостро бракувало і бракує лідерів, масштаб мислення і дій яких відповідав би масштабу задач, які стоять перед країною, народом, нацією. Бракувало і бракує лідерів сучасного штибу на різних щаблях нашого суспільства — від лідерів національного рівня, з якостями і чеснотами, яких вимагає сучасний етап розвитку світового співтовариства: демократизм, добропорядність, відданість ідеалам відкритого суспільства, уміння в своїх рішеннях органічно поєднувати інтереси національної держави і континенту, всього світу, до високопрофесійних і водночас порядних лідерів-спеціалістів на нижчих щаблях — у різних галузях науки і практики, місцевої влади, бізнесу, політики тощо.
Аналітичний журнал «Схід» є закономірною відповіддю на виклики і потреби часу. Це свідоме зусилля фахівців «сприяти формуванню нової україн-ської еліти» (з концепції журналу). Видання призначене для науковців і практиків, зокрема українського істеблішменту і ось уже 12 років здійснює «багатопланове висвітлення актуальних проблем сучасного українського суспільства і світу» в рубриках «Політика», «Економіка», «Філософія», «Історія», «Екологія», «Соціологія», «Культура» та інш. з акцентацією на проблемах формування сучасної національної ідеї, політичної української нації, концептуальних питаннях розвитку суспільства як цілого, місця і ролі в ньому держав, наддержав, міждержавних структур, світової і національної економіки, зокрема, розвитку великого і середнього бізнесу, окремих галузей економіки, а також на проблемах розвитку ринкових реформ, громадянського суспільства, політикуму в Україні, проблемах «регіони-центр», питаннях старопромислових регіонів, а також проблемах молоді.
Яким було становлення журналу, які результати досягнуті на сьогодні і як бачиться його майбутнє?
По-перше, «Схід» — єдине наукове фахове (за переліком ВАК України з 1997 р., номінації: економіка, історія, філософія) багатогалузеве загально-державне видання на Лівобережжі. В Україні поширилася практика вузькоспеціалізованих університет-ських та інших наукових видань, але майже немає різнопланових міжга-лузевих наукових аналітичних журналів.
По-друге, до співпраці з редакцією майже з самих початків журналу було запрошено працівників Центру гуманітарної освіти НАН України, Академії економічних наук України, з 1997 р. — Наукового Товариства ім. Шевченка, з 1999 р. — Інститут економіки промисловості НАН України.
У 2005 р. видання перереєстроване. Новий склад засновників: Інститут економіки промисловості НАН України (м.Донецьк), Інститут філософії імені Г. С. Сковороди НАН України (м.Київ), Український культурологічний центр (м.Донецьк), Запорізький національний університет (м.Запоріжжя). Організації-партнери: Центр гуманітарної освіти НАН України, Академія економічних наук України, Наукове Товариство ім. Шевченка.
По-третє, журналу вдалося залучити авторитетну автуру при одночасній можливості для молодих авторів друкувати неординарні дослідження. За останні роки на сторінках журналу виступили відомі інтелектуали, політики (різних «таборів»), дипломати, бізнесмени: Іван Дзюба, Віктор Ющенко, Богдан Гаврилишин (Швейцарія), Стівен Пайфер (США), Ярослав Яцків, Дмитро Павличко, Леонід Рудницький (Німеччина), Микола Рябчук, Євген Марчук, Микола Жулинський, Степан Злупко, Валентин Ландик, Володимир Рибак, Іван Драч, Михайло Горинь, Віктор Янукович, Юрій Єхануров, Анатолій Гриценко, Олександр Чалий, вчені, аналітики — Микола Чумаченко, Олександр Амоша, Олександр Чередніченко, Олег Романів, Євген Жеребецький, Анатолій Карась, Юрій Макогон, Василь Пірко, Роман Лях, Ігор Пасько, Віталій Заблоцький, Віктор Чумаченко (Росія), Володимир Білецький, Володимир Петровський, Микола Головко, Олександр Махмудов, Роман Кісь, Олександр Шевчук та інш. Географія наших авторів — всі області України, Польща, Росія, США, Бельгія, Швейцарія, Канада, Німеччина.
По-четверте, налагоджена чітка мережа адресної розсилки журналу. Він надходить членам Академії економічних наук України, в найбільші бібліотеки країни, зокрема, областей і провідних вузів, найбільші і спеціалізовані бібліотеки країн-партнерів України, зокрема США, Польщі, Росії. Доступність читачів до матеріалів журналу забезпечена і через Інтернет (дайджест журналу за 1995—2004 рр. в інтернет-бібліотеці www.vesna.org.ua), зміст і окремі публікації — на порталі www.intellect.org.ua).
Читацьку аудиторію журналу складають науковці, депутати, бізнесмени, банкіри, керівники підприємств, фірм, молоді науковці, а також студенти.
Редакційна колегія включає відомих науковців у цих галузях з усієї України. Серед них ряд провідних вчених, знаних не тільки в нашій державі: в економіці — академіки НАН України Микола Чумаченко (м. Київ), Олександр Амоша (м. Донецьк), Борис Буркинський (м. Одеса), член-кореспондент НАН України Микола Іванов (м. Донецьк), у філософії — академік НАН України Мирослав Попович, професор філософії Ігор Пасько (м. Донецьк), доктори філософських наук: керівник Центру гуманітарної освіти НАН України Володимир Рижко (м. Київ), ректор Економіко-правового університету Олександр Кривуля (м. Харків), Микола Кисельов (м. Київ), Анатолій Єрмоленко (м. Київ), Валентин Омельянчик (м. Київ), Віталій Заблоцький (м. Донецьк), у історії — ректор Запорізького національного університету, доктор історичних наук, професор Сергій Тимченко, академік Української академії історичних наук Петро Тригуб (м. Миколаїв), доктори історичних наук, професори Василь Пірко (м. Донецьк), Сергій Лях (м. Запоріжжя), Федір Турченко (м. Запоріжжя), Володимир Кравченко (м. Донецьк). Очолює редакційну колегію автор концепції і беззмінний шеф-редактор журналу «Схід», дійсний член НТШ, академік Академії економічних наук України, голова Донецького відділення НТШ, д.т. н., проф. Володимир Білецький (м. Донецьк). Редактор журналу в перші роки випуску журналу — С.Єременко, останні роки — Г.Сімченко.
В різний час проект аналітично-інформаційного журналу «Схід» було підтримано міжнародними фондами «Відродження», «Євразія», історично першою українською академією «Науковим Товариством ім. Шевченка».
Доробок журналу значний — 140 чисел за 20 років, надруковано близько 2700 статей, рецензій, матеріалів «круглих столів» тощо понад 2000 авторів. Обсяг одного числа — 7-15 друкованих аркушів. Мова видання — українська. Справжніми відкриттями і предметом гордості редакції є спеціальні випуски журналу: «Освіта і наука Донбасу» (1999 р.), «Донбас і українська діаспора» (2001 р. — з нагоди ІІІ Всесвітнього форуму українців), «85 років Таврійському університету ім. В.Вернадського» (2003 р.) та інші.
Журнал відзначено нагородами «Національного комітету телебачення і радіомовлення України» (2002, 2005 рр.), грамотами «Фестивалю слов'янської книги» (2004), Міжнародного форуму «Золотий Скіф-2000», він є переможцем і лауреатом ряду конкурсів «Преса Донбасу» (1998, 1999, 2000, 2005 рр.). У 2005 р. на Міжнародному Конгресі МАУ академік І.Дзюба у своїй програмній доповіді підкреслив, що журнал «Схід» має загальнонаціональне значення.
У 2007 р. журнал «Схід» нагороджено дипломом загальнонаціонального конкурсу «Українська мова — мова єднання».
Таким чином, можна констатувати, що журнал в рамках його концепції відбувся і зайняв помітне місце серед сучасних фахових видань України.
Дайджест дурналу за 2001—2007 рр. опубліковано за адресою http://vesna.org.ua/txt/index.htm [Архівовано 11 листопада 2007 у Wayback Machine.]
Повні тексти статей журналу за 2009—2016 роки знаходяться на сайті Національної бібліотеки ім. В. І. Вернадського.

### Науково-практичний збірник«Проблеми підручника середньої і вищої школи»
Перший випуск цього збірника наукових праць з'явився друком у 2001 році під егідою Донецької філії Центру гуманітарної освіти НАН України, Донецького відділення НТШ та Лабораторії підручників «Українського культурологічного центру». Він містив матеріали однойменної регіональної конференції, яка відбулася 19 листопада 2001 р. у Донецьку за ініціативи і організаційної опіки вказаних організацій (див. вище).
Другий, третій і четвертий випуски збірника побачили світ у 2003, 2005, 2007 рр. і містили матеріали конференції під тією ж назвою, яка стала постійною.
У 2005 р. В. С. Білецький здійснив подання до бюро з ISSN у Парижі, і виданню «Проблеми сучасного підручника середньої і вищої школи» як періодичному було присвоєно індивідуальне число ISSN 1810-4126.
Постійна редакційна колегія наукового збірника: канд. філос. наук, проф. І. Т. Пасько, докт. техн. наук, проф. В. С. Білецький (наук. ред.), канд. пед. наук, доцент В. В. Оліфіренко (наук. ред.). До редакційної колегії вип. 1 входив док. іст. наук, проф. В. І. Петренко, вип. 2 — докт. техн. наук, проф. В. І. Саранчук.
Автори матеріалів, вміщених у збірнику, — науковці Донецька, Слов'янська, а також Краснодара і Запоріжжя. Статті надходять і з-за кордону — з Польщі, Франції, ФРН, Російської Федерації, Канади.
За період 2001—2007 рр. випущено друком 4 числа збірника, повні електронні варіанти яких опубліковані за адресою http://vesna.org.ua/txt/index.htm [Архівовано 11 листопада 2007 у Wayback Machine.]

### Серійні видання НТШ-Донецьк
- «Біобібліографія вчених Донбасу». Донецьке відділення НТШ у 1998 році заснувало серію брошур «Біобібліографія вчених Донбасу». Як правило, вони готуються і виходять до ювілеїв відомих вчених — як членів НТШ-Донецьк, так і тих, хто доклав і докладає зусиль для розвитку української науки.

Побудова брошур уніфікована і, як правило, включає короткий нарис наукової і громадської діяльності вченого, його творчої лабораторії, список (покажчик) основних друкованих наукових праць.
За період 1998—2007 рр. підготовлено і випущено друком 9 біобібліографічних випусків.
- "Бібліотека журналу «Схід». У 2005 році заснована серія "Бібліотека журналу «Схід». Серію започаткувала праця Володимира Білецького «Схід України в інтегративних процесах сучасного державотворення», яка вийшла до VI Міжнародного конгресу україністів у Донецьку 28 червня — 1 липня 2005 р.

У 2007 р. підготовлена і випущена друком "Бібліографія журналу «Схід» за 12 років існування:1995-2007 рр. (укладачі В.Білецький, Г.Сімченко, А.Лисенко).

### Хроніка Донецького відділення Наукового товариства Шевченка
Див. Хроніка Донецького відділення Наукового товариства Шевченка

### Діяльність НТШ-Донецьк в інтернеті
Проект «Сайт НТШ-Донецьк»
У 2001 р. створено сайт НТШ-Донецьк за адресою: http://www.iatp.donetsk.ua/~ntsh [Архівовано 13 грудня 2007 у Wayback Machine.]
У 2002—2005 рр. на сайті НТШ-Донецьк проведено 3 інтернет-конференції «Проблеми підручника середньої і вищої школи».
У 2006 р. сайт НТШ-Донецьк переформатовано і оновлено.
У 2006—2007 рр. на сайті проведено інтернет-конференцію «Творчість письменників-слобожан і вивчення їхньої спадщини у середній і вищій школі».
З 2008 р. сайт працював нерегулярно — причини в аваріях на сервері Донецької обласної універсальної бібліотеки, де здійснювався його хостінг.
З 2009 р. сайт не працює.
Участь НТШ-Донецьк в інших інтернет-сайтах, порталах і бібліотеках
З 1999 р. НТШ-Донецьк співпрацює з інтернет-бібліотекою https://web.archive.org/web/20080530001525/http://vesna.org/, розташовуючи за цим лінком практично всі свої книжкові і журнальні публікації.
У 2002 р. здійснена реєстрація НТШ-Донецьк як Аналітичного центру на порталі Аналітичних центрів України http://www.intellect.org.ua [Архівовано 20 липня 2007 у Wayback Machine.] 
За 2002—2007 рр. на цьому порталі здійснено близько 300 публікацій від НТШ-Донецьк.
За період 1999—2007 рр. публікації праць членів НТШ-Донецьк (близько 1000 друкованих аркушів — статті, повні тексти книг) здійснено в Інтернеті у бібліотеці: https://web.archive.org/web/20080530001525/http://vesna.org/, на сайті http://ukrlife.org/ [Архівовано 18 липня 2013 у Wayback Machine.], на порталі https://web.archive.org/web/20150701010404/http://www.experts.org.ua/
З 2005 р. здійснюється хостінг визначної публікації 2005 р. — «Малої гірничої енциклопедії» за ред. В. С. Білецького на євро-пейському гірничому порталі Teberia.pl (http://www.teberia%5Bнедоступне+посилання+з+липня+2019%5D. pl/encyklopedia.php http://www.teberia.pl/encyklopedia.php?a=%5Bнедоступне+посилання+з+липня+2019%5D EncyMore&EncyId=5).
Тут, на порталі Teberia.pl в преамбулі польською мовою зазначено, що ця Енциклопедія створена за участі НТШ.
У 2006 р. визначною є публікація 1-го тому «Малої гірничої енциклопедії» за ред. В. С. Білецького на українському порталі http://www.experts.in.ua/ [Архівовано 13 квітня 2010 у Wayback Machine.]
У 2006 р. Донецьке відділення НТШ увійшло до списку Партнерів Експертної мережі України http://www.experts.in.ua/ [Архівовано 13 квітня 2010 у Wayback Machine.] П'ятнадцять кореспондентів цієї мережі за посередництвом УКЦентру та НТШ-Донецьк запрошені до участі у престижному видавничому проекті «Національна ідея України» порталу http://www.experts.in.ua/ [Архівовано 13 квітня 2010 у Wayback Machine.]
З кінця 2006 р. В. С. Білецьким особисто і рядом студентів-магістрантів та колег-науковців здійснюється постановка банку даних «Малої гірничої енциклопедії», «Гірничого енциклопедичного словника» та інших видань з гірництва останніх років на Українську Вікіпедію.
З 2007 року банк даних, яким диспонує Донецьке відділення НТШ та Український культурологічний центр у галузі гуманітарних та природничих наук, адаптується і системно виставляється на УкрВікіпедію. На осінь 2007 р. загальна кількість нових статей в УкрВікіпедії, поставлених і організованих Донецьким НТШ та УКЦентром перевищує 6000, а кількість редагувань статей УкрВікі — понад 18000.

### Наукові експедиції та основні відрядження з науково-дослідницькими цілями
2004-2005 рр. Наукова експедиція по історичних копальнях Польщі і Чехії
З метою вивчення історії гірничої справи у Східній Європі, зокрема багатолітніх контактів гірників України і Сх. Європи у цій галузі, В. С. Білецький за ґрантом Каси Мяновського і при методичному керівництві Варшавського університету, а також у співпраці з Гірничо-Металургійною академією Кракова здійснив у 2004—2005 рр. ряд поїздок у Варшаву (робота у бібліотеці Варшавського університету над стародруками в гірництві, зокрема «De Re Metalica» Ґ. Аґріколи, 1556 р.), Львів (робота у бібліотеці Стефаника над стародруками про Ґ.Аґріколу), у Краків (соляна шахта «Вєлічка»), на сучасну копальню бурого вугілля KWB Turow, центр видобутку срібла у середньовічній Чехії — Кутну Гору (шахта срібла).
За матеріалами цих поїздок написано ряд статей у «Донецький вісник НТШ», журнал «Схід», «Геолог України» та інш., статті у «Гірничий енциклопедичний словник» (т. 3), підготовлена і видана друком монографія з історії освоєння мінеральних ресурсів у світі (В. С. Білецький та Г. І. Гайко "Хронологія гірництва в країнах світу. Донецьк: Донецьке відділення НТШ, «Редакція гірничої енциклопедії», УКЦентр, 2006. — 224 с.).
2004 р. Наукова експедиція до Північної Слобожанщини
Для завершення роботи над посібником «Слобожанська хвиля» для учнів 9-10 класів Північно-Східної Слобожанщини була спланована і у липні 2004 р. здійснена наукова експедиція до мм. Бєлгорода, Воронежа, Старого Осколу, Розсоші та ін. населених пунктів Російської Федерації.
Автори-укладачі посібника-хрестоматії В. В. Оліфіренко та С. М. Оліфіренко за підтримки «Українського культурологічного центру», Донецького НТШ і Донецької обласної державної адміністрації влітку 2004 р. здійснили літературну експедицію на Північну Слобожанщину. Подорож була насиченою зустрічами з науковцями Білгородського і Воронезького державних університетів, журналістами місцевих газет, письменниками, краєзнавцями, вчителями, керівниками освіти, частина з яких була запрошена укладачами до участі в створенні «Слобожанської хвилі».
Метою відрядження став збір фольклорно-літературних матеріалів та цікавих фактів до опису життєвого і творчого шляху українських письменників-слобожан для посібника «Слобожанська хвиля».
Під час експедиції автори-укладачі посібника зібрали багатий фольклорний матеріал, зробили аудіозаписи українських народних пісень, уточнили деякі біографічні факти таких письменників, як Йоасаф Горленко (єпископ Білгородський), Микола Костомаров, Митрофан Дикарєв, Павло Барвінський, Іван Череватенко, Кость Буревій, Євген Плужник, Олекса Коваленко та ін.
Під час зустрічі з єдиним у РФ україномовним письменником, що є членом Спілки письменників Росії, Віктором Череватенком (Білгородська письменницька організація), зібрали біографічний матеріал про нього, відібрали його вірші та прозові твори для посібника «Слобожанська хвиля».
Взяли інтерв'ю у голови письменницької організації Білгородщини Молчанова В. Ю. про сучасний літературний процес у краї, про перспективи розвитку українського письменства на північно-слобожанських землях, про жанрове і тематичне багатство українського письменства на сучасному етапі.
Під час перебування у Білгороді зробили фотографії пам'ятників письменникам, старовинної архітектури тощо. Для уточнення біографічних даних про П.Барвінського і М.Дикарєва відвідали краєзнавчий музей у Борисівці.
Недалеко від Старого Осколу є с. Обухівка, де працює музей письменника Василя Єрошенка, українця за походженням, що став японським та есперантським письменником-символістом. Побувавши у будинку-музеї В.Єрошенка, уточнили деякі факти його біографії, зробили фото музею, з'ясували історію його створення, уточнили джерела творчості письменника, а потім поклали квіти на могилі, вклонилися його пам'яті.
Під час перебування у м. Воронежі відвідали місцевий історико-краєзнавчий музей, ознайомились із станом пропаганди творчості відомих українських письменників М.Костомарова та Є.Плужника, які народилися на Воронежчині, а також з'ясували деякі маловідомі сторінки біографій цих письменників.
У цьому місті відбулася плідна зустріч з членами воронезького українського культурологічного об'єднання «Перевесло». Зробили фото літературних пам'ятників Воронежа, потрібних для посібника «Слобожанська хвиля».
У ході перебування в м. Воронежі виникла необхідність відвідати місто Розсош та прилеглі до нього села, в яких народилися такі письменники, як Іван Череватенко (Розсош), Кость Буревій (Велика Меженка, зараз с. Євстратівка), Микола Костомаров (с. Юрасівка) та Євген Плужник (м. Кантемирівка). Але обмеженість у часі та у коштах, велика кількість зустрічей з цікавими і зацікавленими у нашій справі людьми, інтенсивність пошуків фактичного матеріалу для посібника не дозволили повністю реалізувати цю програму.
Таким чином, експедиція до культурних центрів Північної Слобожанщини — Білгорода, Воронежа, Старого Осколу та інших населених пунктів цього краю — дозволила уточнити і скоригувати зміст посібника «Слобожанська хвиля», виявити нові теми, які поглиблюватимуть уяву старшокласників про українські літературні традиції північнослобожанського краю, структу-рувати весь наявний фактичний та дидактичний матеріал.

### ВІДЗНАКА ДОНЕЦЬКОГО ВІДДІЛЕННЯ НАУКОВОГО ТОВАРИСТВА ІМЕНІ ШЕВЧЕНКА[3]
Історія Відзнаки Донецького відділення НТШ сягає 2011 року, коли у книзі «ПОСТАТІ» (нариси про видатних людей Донбасу), підготовленої і випущеної за грантом Донецької обласної адміністрації в рамках проекту «Культурне обличчя Донбасу» було оголошено, що :
- 1. Донецьке відділення Наукового Товариства імені Шевченка (НТШ) заснувало «Золоту медаль імені Є. П. Ковалевського», яка присуджується за значні досягнення вчених Донбасу в галузі природничих та інженерних наук. («Постаті», стор. 5)
- 2. Донецьке відділення Наукового товариства ім. Шевченка заснувало «Золоту медаль імені М. Ю. Шаповала», яка присуджується за значні досягнення в галузі гуманітарних наук та вченим-організаторам науки на Донбасі. («Постаті», стор. 55)

На жаль, все зростаюче напруження на Донбасі, яке вилилося в окупацію Донецька фактично з 2014 р., не дало змоги реалізувати плани про впровадження Відзнаки Донецького відділення НТШ ще в 2012-13 роки.
Питання актуалізувалося у зв᾽язку з 150-річчям НТШ (2023 рік) і ця ідея реалізована, хоча й в дещо зміненому контексті. З нагоди 150-річчя НТШ виготовлено дві пам᾽ятних медалі:
- ПАМ᾽ЯТНА МЕДАЛЬ «ЄВГРАФ КОВАЛЕВСЬКИЙ»
- ПАМ᾽ЯТНА МЕДАЛЬ «МИКИТА ШАПОВАЛ»

Автор ідеї — Володимир Білецький. Автор композиції пам᾽ятних медалей — Олександр Жолудь (нар. 6.05.1955 в м. Запоріжжя) — український художник, член Національної спілки художників України. Кераміст, скульптор. У 1983 р. був автором відзнаки «500 років з дня виходу в світ першої книги українського автора» (Юрія Дрогобича-Котермака).
Первинний наклад пам'ятних медалей — 30 шт.
|                                             |
| ПАМ᾽ЯТНА МЕДАЛЬ «ЄВГРАФ КОВАЛЕВСЬКИЙ» Аверс |

|                                        |
| ПАМ᾽ЯТНА МЕДАЛЬ «МИКИТА ШАПОВАЛ» Аверс |

|                        |
| ПАМ᾽ЯТНА МЕДАЛЬ Реверс |

|                                                     |
| Нагородний комплект. ПАМ᾽ЯТНА МЕДАЛЬ і ПОСВІДЧЕННЯ. |

## Резюме

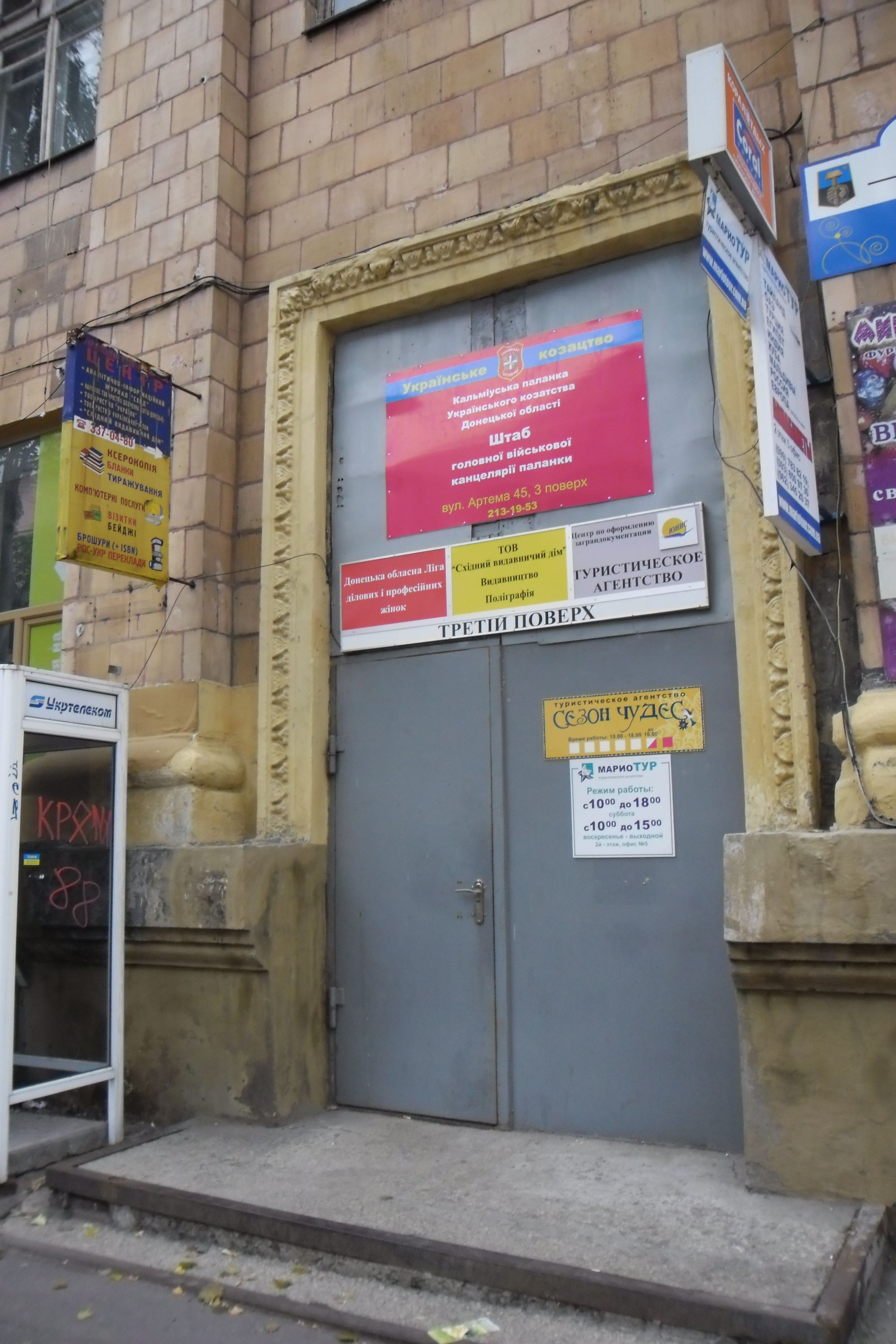
Донецьк. Вхід до Українського культурологічного центру та НТШ-Донецьк. 2014 р.

Таким чином, протягом 1997—2013 рр. Донецьке відділення НТШ працювало як потужна самостійна організація зі значним інтелектуальним, творчим потенціалом, статусом Відділення НТШ як юридичної особи, вело активну роботу в різних напрямках — наукову, видавничу, громадську, організаційну, представницьку.
- По-перше, Донецьке відділення НТШ стало потужним регіональним громадсько-науковим центром і за період 1997—2013 рр. суттєво розширило і підтримує свій територіальний вплив (крім Донеччини — Кубань, Крим, Запоріжжя, Луганськ, Харків, Східна і Північна Слобожанщина — Бєлгород, Воронеж, Старий Оскол, Розсош).
- По-друге, Донецьке відділення НТШ має суттєвий науковий доробок, який виявився у підготовці і випуску друком ряду монографій, посібників, матеріалів конференцій тощо — загалом сотні видань.
- По-третє, НТШ-Донецьк успішно здійснює програму відкриття і підтримки періодичних та серійних видань. Загалом, станом на 2013 р., НТШ-Донецьк фактично мало 5 (п'ять) періодичних і серійних видань (4 з них мають реєстрацію ISSN):

1. «Донецький вісник НТШ» (заснований у 2001); ISSN 1728-9572.
2. Разом з «Українським культурологічним центром» — аналітичний журнал «Схід» (виходить з 1995); ISSN 1728-9343.
3. Разом з Центром гуманітарної освіти НАН України та УК-Центром — збірник наукових праць та доповідей «Проблеми сучасного підручника середньої і вищої школи» (виходить з 2002 р.). ISSN 1810-4126.
4. «ХРОНІКА Донецького відділення НТШ». ISSN 1814—1617.
5. Серія «Бібліографія вчених Донбасу» (виходить з 1998 р.).
Створена і працює система розповсюдження видань Донецького відділення НТШ, яка включає розсилку періодики через Академію економічних наук України, централізовано — через бібліотечну мережу Донеччини та у основні обласні і центральні бібліотеки України, безпосередньою адресною розсилкою з офісу НТШ в Донецьку, шляхом цільових відряджень до університетів Півдня і Сходу України.
- По-четверте, НТШ-Донецьк провадить велику роботу з розвитку українського сектора Інтернету, як аналітичний центр є постійним учасником-кореспондентом і партнером порталів www.vesna.org.ua, www.experts.in.ua та www.intellect.org.ua, www.uklife.org.ua, а також активним учасником проекту української Вікіпедії. Ця робота має непересічну вагу як для розширення українського інформаційного поля, так і для зростання публічної відомості громадської організації — НТШ.

- По-п'яте, НТШ-Донецьк разом з Українським культурологічним центром Донецька створило видавничу базу і підтримувало попри відсутність коштів видавничу діяльність повного циклу (від комп'ютерного набору до друку і термопідшивки), що дало змогу разом випустити понад 300 видавничих одиниць.

- По-шосте, Донецьке відділення НТШ веде велику громадсько-організаційну і представницьку роботу, беручи участь у ряді регіональних і загальноукраїнських виставках, форумах, презентаціях своїх видань тощо.

- По-сьоме, підтримується міжнародний аспект роботи НТШ-Донецьк. Організація має творчі контакти з науковцями Польщі, Росії, США, Канади. Презентації видань Донецького відділення НТШ відбулися у Польщі (Краків, Варшава), США (Вошингтон), Росії (Москва).

Оціночно Донецьке відділення НТШ спільно з УКЦентром з 2001 р. щорічно друкує до 5-7 % наукових праць (статей) у Донецькій області, що при наявності у регіоні близько 100 вищих навчальних закладів (включно з філіями) є непересічним досягненням.
За показником представлення повних текстів наукових друкованих праць у мережі Інтернет (статті, монографії, енциклопедії, навчальні посібники) НТШ-Донецьк далеко випереджає місцеві вищі навчальні заклади і інші регіональні структури НТШ в Україні.
При цьому слід підкреслити, що Донецьке відділення НТШ надає великого значення підготовці і друку літератури для молоді, зокрема підручників, посібників, курсів лекцій як з гуманітарних, так і точних дисциплін. Всі вони виконуються у двох видах — традиційному паперовому та електронному, що збільшує потенційну аудиторію до десятків мільйонів осіб.
Таким чином, Донецьке відділення НТШ завдяки своїй праці і внеску у науковий та культуротворчий процес, зокрема на Сході України, завдяки застосуванню інноваційних методів у створенні і розповсюдженні нового інтелектуального продукту, до подій 2014 року було впливовою науковою громадською організацією і фактично виконувало роль Південно-Східного Центру Наукового Товариства ім. Шевченка. У 2014 р. ряд членів НТШ виїхало з регіону Донбасу.

## Донецьке відділення НТШ після 2014 р
У зв'язку з подіями на Донбасі (Російсько-українська війна 2014—2015 рр.) і внаслідок прямої загрози життю члени Донецького відділення НТШ в основному покинули регіон. Водночас, члени Донецького відділення НТШ беруть активну участь як в подальшій діяльності ДонНТШ, так і в інших наукових, культурологічних, освітніх заходах НТШ в Україні.
Науково-видавнича робота Донецького відділення НТШ в основному зосереджена на 2-х періодичних виданнях:
- Донецький Вісник НТШ у 2015 р. продовжує виходити. У січні-лютому 2015 р. вийшов друком 41 т. Вісника. У 2016—2024 рр. підготовлені і вийшли друком 42-53 томи «Вісника».
- Науковий журнал «Схід» у 2014—2015 рр. перереєстровано у МОН України як фаховий у галузях: історія, філософія, економіка.

Підготовлено декілька книг, зокрема:
- Донецька Шевченкіана: Донецька Шевченкіана у датах і подіях:1851-2014 / Укладач: Т. Г. Пішванова. — Донецьк: Український культурологічний центр, Донецьке відділення НТШ, ТОВ «Східний видавничий дім», 2014. — 176 с. [Архівовано 8 серпня 2014 у Wayback Machine.]. У 2019 році книга перевидана з готового оригінал-макету донецького видавництва «Східний видавничий дім» у Харкові ТОВ «ПЕТ» накладом 1000 примірників. Розповсюдження книги тривало у 2020—2021 рр.
- Гайко Г.І, Білецький В. С. Нарис історії гірництва в Україні. К.: ТОВ Видавничий дім «Києво-Могилянська академія». 2022. — 194 с.
- Пішванова Т. Г. Гоголь на донецькій сцені: до 170-річчя з дня смерті (1852—2022) — Київ-Запоріжжя: Донецьке відділення НТШ — Український культурологічний центр. Видавництво «Крокус», ФОП Халіков Р. Х., 2022. — 185 с.